# Relieve en roca

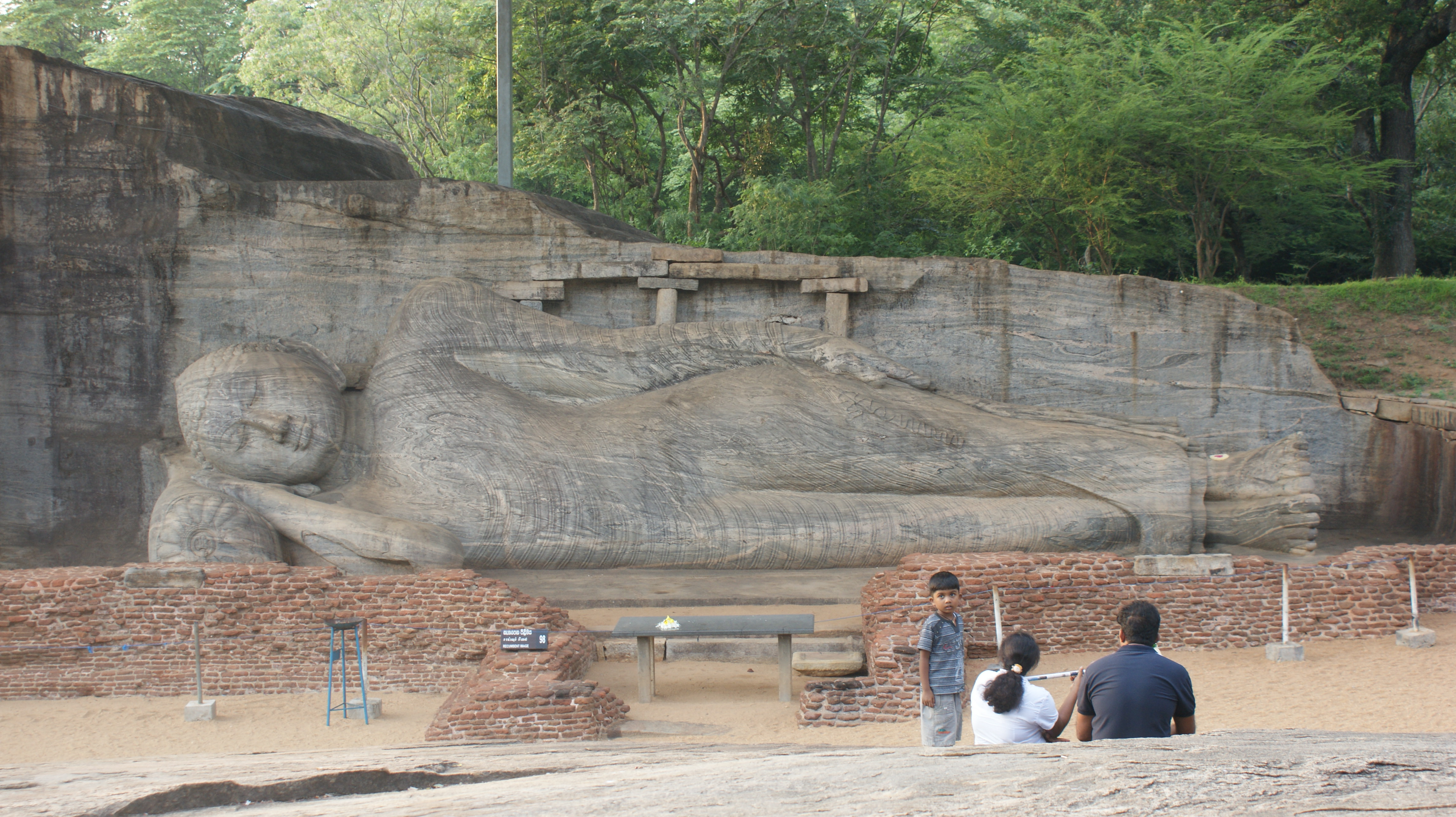
Buda reclinado en Gal Vihara, Sri Lanka. Se pueden observar los restos del cobertizo que originalmente lo cubría.

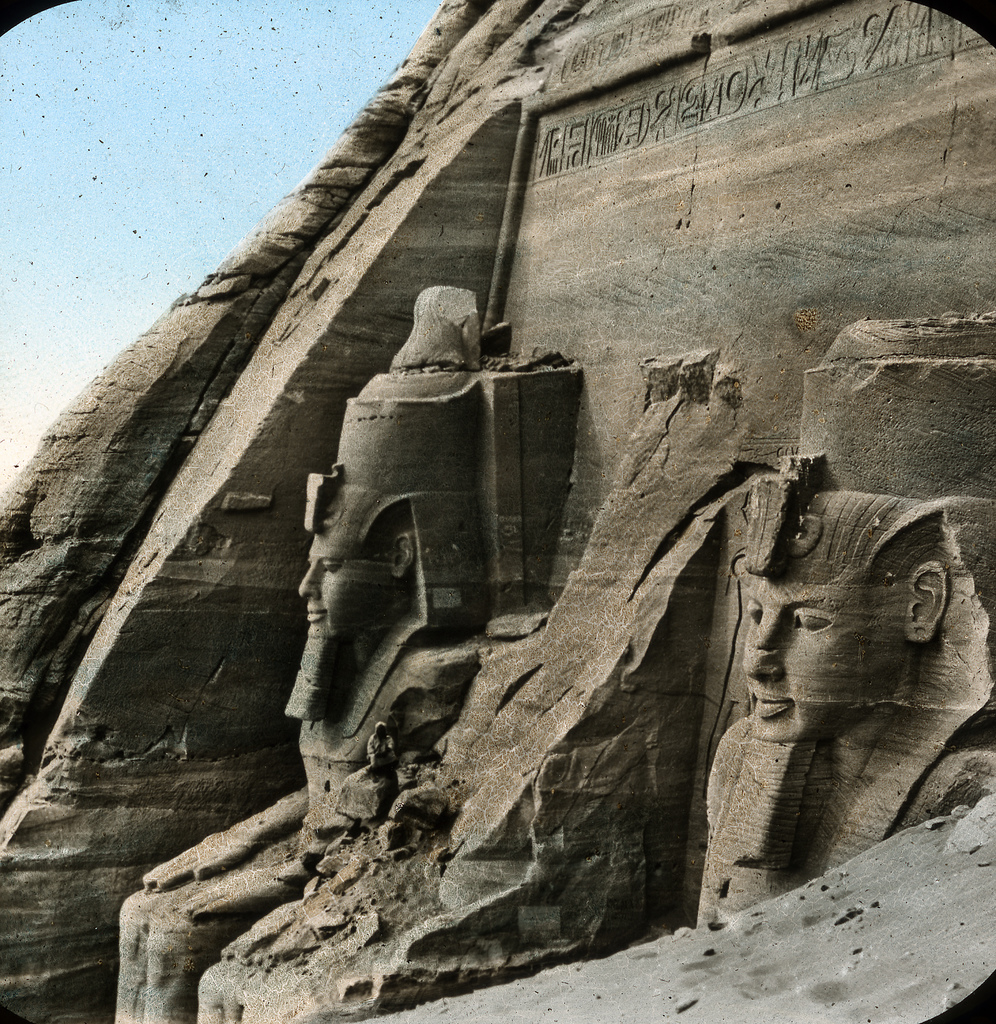
Dos de los relieves en los templos de Abu Simbel, antes de su traslado.

Un relieve en roca es una escultura en relieve tallada en "roca viva" como por ejemplo un acantilado, en vez de sobre un bloque de roca desprendido de la montaña. Constituyen un tipo de arte de roca, y a veces se les encuentra formando parte de conjuntos arquitectónicos excavados en la roca. Sin embargo, suelen ser omitidos en la mayoría de los tratados sobre arte en roca, los cuales se concentran en tallas y pinturas realizados por pueblos prehistóricos. Algunas de estos trabajos aprovechan los contornos naturales de la roca y los utilizan para definir una imagen, pero no constituyen relieves hechos por el hombre. Numerosas culturas han realizado relieves en roca a lo largo de la historia del hombre, y ocuparon un sitio importante en el arte del Antiguo Oriente Próximo. Por lo general los relieves en roca son de grandes dimensiones, ya que es la forma que se puedan destacar en el entorno al aire libre. Muchas figuras son varias veces más grandes que el tamaño natural.
Desde un punto de vista estilístico por lo general están relacionados con otros tipos de escultura de la cultura y periodo aplicable, y excepto por casos de los hititas y persas por lo general se los analiza como parte de un tema más amplio. Los relieves en superficies casi verticales son los más comunes, aunque también se han encontrado relieves sobre superficies horizontales. Por lo general el término no comprende las tallas en relieve dentro de cuevas, sean naturales o excavadas por el hombre, las cuales son frecuentes en la arquitectura tallada en roca de India. Las formaciones naturales de roca que han sido talladas en forma de estatuas, tal como la famosa Gran Esfinge de Guiza, por lo general son excluidas. Los relieves de grandes trozos de roca que se han conservado en su posición natural original, tal como el relieve hitita de İmamkullu, pertenecen a esta categoría, pero las rocas más pequeñas se las suele clasificar como estelas u ortostatos excavados. Es probable que muchos de los relieves antiguos originalmente estuvieran pintados, sobre una cubierta de yeso; de la cual se suelen encontrar trazas.
El requisito básico para realizar un relieve en roca es disponer de un sector expuesto de roca; una superficie casi vertical minimiza la cantidad de trabajo requerido, en caso de pared de roca en pendiente a menudo se las excava de forma de producir un sector vertical donde tallar. La mayoría del Antiguo Oriente Próximo estaba bien provisto de colinas y montañas con paredes de roca expuestas. Una excepción fue en Sumeria, donde todas las rocas debían ser importadas desde grandes distancias, y por lo tanto el arte de la Mesopotamia solo presenta relieves en roca en las zonas periféricas de la región. Los hititas y los antiguos persas fueron los talladores más prolíficos de relieves en roca en el Cercano Oriente.

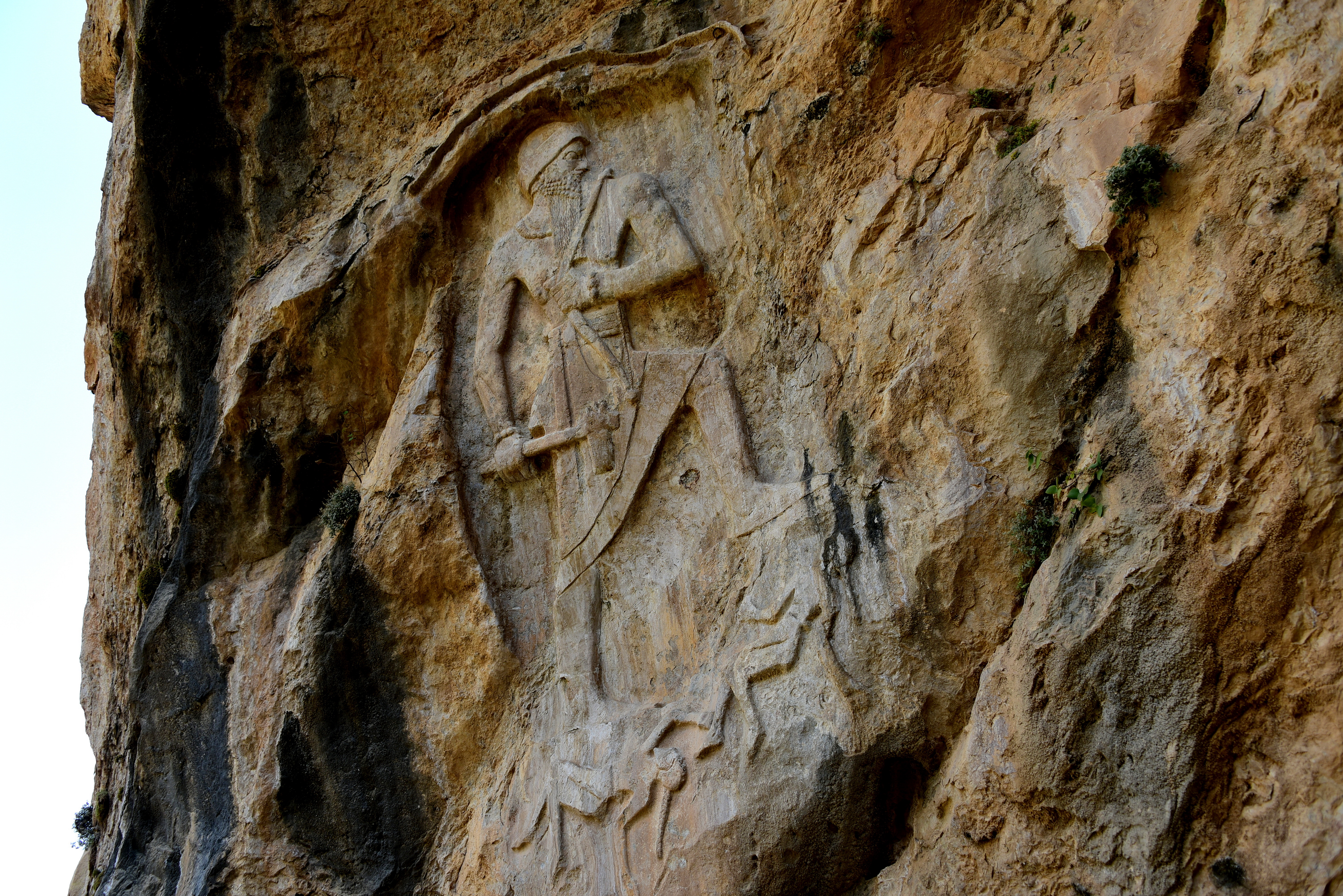
Relieve en roca de Naram-Sin en Darband-i-Gawr, Qaradagh Mountain, Sulaymaniyah. Irak.

Este tipo de arte fue adoptado por algunas culturas e ignorado por otras. En muchas de las estelas conmemorativas de Nahr el-Kalb, a 12 km al norte de Beirut, una sucesión de gobernantes imperiales poseen monumentos recordatorios e inscripciones. Los antiguos gobernantes egipcios, neoasirios y neobabilonios incluyeron imágenes en relieve en sus monumentos, mientras que los gobernantes romanos e islámicos no, las civilizaciones más modernas no recurrieron a esta forma de arte (que si recurrieron a adosar a las obras trozos de roca tallados en otros sitios).

## Egipto
Si bien los petroglifos tallados prehistóricos son comunes en Egipto, en general esta modalidad no es muy común en el arte del Antiguo Egipto, y solo es posible en algunas partes de la región, generalmente aquellas alejadas de los principales centros de población, tal como el caso de Abu Simbel. Existe un grupo de figuras que rodea una imagen de Mentuhotep II, quien falleció en el 2010 a. C. y fue el primer faraón del Imperio Medio.
Antes de que fueran cortadas y mudadas, las figuras colosales fuera de los templos de Abu Simbel were very high reliefs. Otras esculturas fuera de los templos tallas das en la roca son considerados relieves en roca. Los relieves en Nahr el-Kalb conmemoran a Rameses II, y se encuentran en los confines de su imperio (en realidad fuera de la zona donde ejercía un control real) en lo que es el territorio actual de Líbano.

## Hititas y asirios
Los hititas eran importantes productores de relieves en roca, los cuales constituyen una parte significativa de los pocos restos artísticos que han perdurado hasta la actualidad. Los relieve Karabel de un rey fue visto por Heródoto, quien erróneamente pensó se trataba del faraón egipcio Sesostris. Este, al igual que numerosos relieves hititas, se encuentra próximo a un camino. Existen más de una docena de sitios, mucho a altitudes de más de 1000 m s. n. m., con vista a planicies, y por lo general cerca de cursos de agua. Tal vez estaban ubicados considerando la relación de los hititas con el paisaje en vez de meros instrumentos de propaganda del gobernante, signos de "control sobre el paisaje", o hitos delimitando la frontera, como se ha pensado a menudo. A menudo se encuentran en sitios con un significado religioso antes y/o después del período hitita, y en sitios donde se pensaba que el mundo divino a veces se relacionaba con el mundo humano.

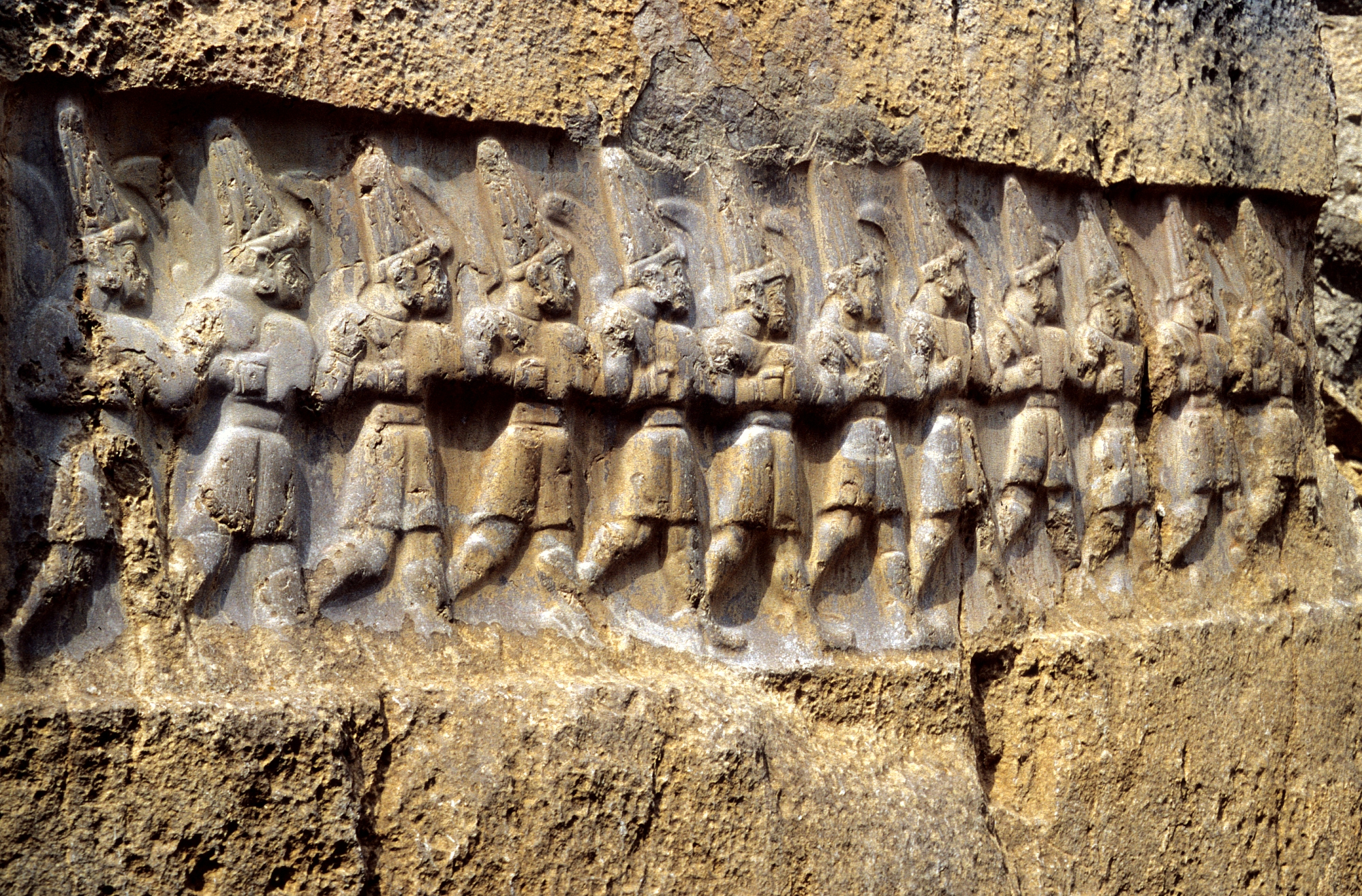
Deidades hititas en Yazılıkaya.

En Yazılıkaya, en las afueras de la capital de Hattusa, una serie de relieves de dioses hititas en procesión decoran "cámaras" abiertas al aire libre conformadas agregando barreras entre las formaciones naturales de roca. Aparentemente el sitio era un santuario, y posiblemente un cementerio, en el cual se conmemoraba a los ancestros de la dinastía gobernante. Es posible que fuera un espacio privado accesible solo por los miembros de la dinastía y un pequeño grupo de élite. El esquema habitual es mostrar a los hombres de la realeza portando armas, por lo general portando una lanza, un arco sobre su hombro, y una espada en el cinto. Ellos poseen atributos asociados con la divinidad, y por lo tanto son presentados como "dioses guerreros".